# Adonis cyllenea
Adonis cyllenea là một loài thực vật có hoa trong họ Mao lương. Loài này được Boiss., Heldr. & Orph. mô tả khoa học đầu tiên năm 1856.